# ر. جاي كاتلر
ر. جاي كاتلر (بالإنجليزية: R. J. Cutler)‏ هو مخرج أمريكي، ولد في 1961 في الولايات المتحدة.

## وصلات خارجية
- ر. جاي كاتلر على موقع IMDb (الإنجليزية)
- ر. جاي كاتلر على موقع ألو سيني (الفرنسية)
- ر. جاي كاتلر على موقع أول موفي (الإنجليزية)
- ر. جاي كاتلر على موقع بوكس أوفيس موجو (الإنجليزية)
- ر. جاي كاتلر على موقع قاعدة بيانات الأفلام السويدية (السويدية)
- ر. جاي كاتلر على موقع قاعدة بيانات الفيلم (الإنجليزية)
- ر. جاي كاتلر على موقع كينوبويسك (الروسية)